# 스톡홀름 대성당

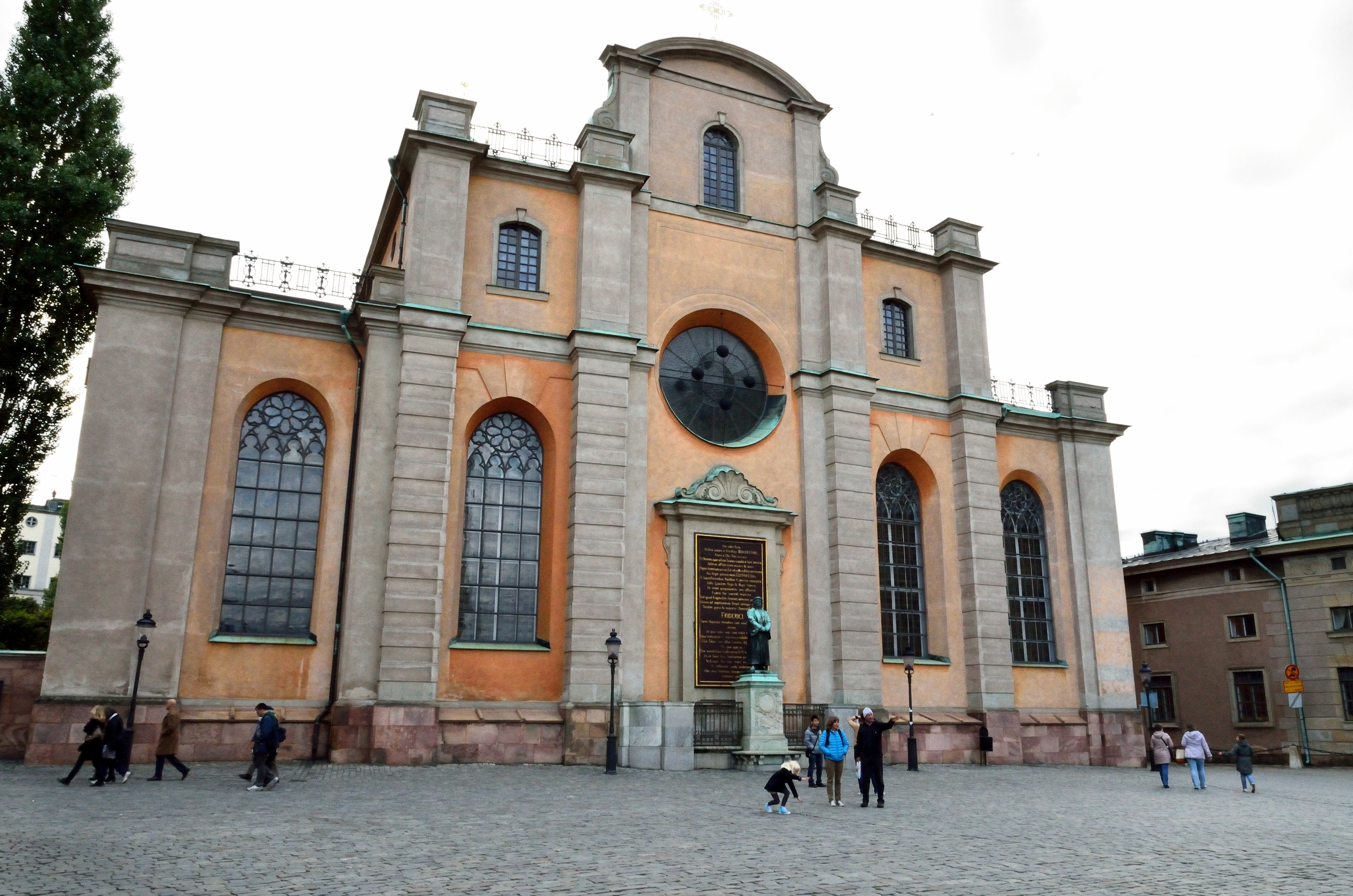
스톡홀름 대성당

스톡홀름 대성당(스웨덴어: Storkyrkan 스토르쉬르칸[*], 스웨덴어 발음: [ˈstûːrˌɕʏrkan])은 스웨덴 스톡홀름에 있는 성당으로 스톡홀름에서 가장 오래된 성당이다. 스톡홀름 대성당은 스톡홀름 궁전과 스톡홀름의 오래된 주요 광장인 스토르토리에트 사이, 감라스탄의 스톡홀름 중심부에 위치해 있다. 1306년에 성 니콜라오스에게 봉헌되었지만 교회의 건설은 아마도 13세기에 시작되었을 것이다. 내부에 스톡홀름 대성당은 벽돌 기둥으로 지탱되는 둥근 천장이 있는 홀 교회의 형태로 중세 후기의 모습을 아직도 대부분 유지하고 있다. 그러나 교회의 외관은 18세기에 만들어진 광범위한 변화의 결과인 균일하게 바로크 양식이다. 스웨덴 종교개혁 기간 동안 교회는 최초로 스웨덴어로 미사를 집전한 장소로서 중요한 역할을 했다. 1942년 스톡홀름 교구가 설립된 이후 현재 스웨덴 교회 내에서 스톡홀름 주교의 자리로 역할을 하고 있다.